# Ставроти
Ставротѝ или Хашлар (на гръцки: Σταυρωτή, до 1928 година Χασιλάρ, Хасилар) е село в Гърция, в дем Кожани, област Западна Македония.

## География
Ставроти е разположено на 350 m надморска височина, на 17 km южно от Кожани.

## История

### В Османската империя
В края на XIX век Хашлар турско село в Кожанска каза на Османската империя. Според статистиката на Васил Кънчов („Македония. Етнография и статистика“) през 1900 година в Хасаларъ (Хашларъ), Кожанска каза, има 219 турци.
На Етнографската карта на Битолския вилает на Картографския институт в София от 1901 година Хасалар е чисто турско село в Кожанската каза на Серфидженския санджак с 48 къщи.
Според статистика на Серфидженския санджак на гръцкото консулство в Еласона от 1904 година в Хаслар (Χασιλάρ), Кожанска каза, живеят 250 турци.

### В Гърция
През Балканската война в 1912 година в селото влизат гръцки части и след Междусъюзническата в 1913 година остава в Гърция. В 1913 година селото (Χασιλάρ) има 196 жители. През 20-те години населението му се изселва в Турция и на негово място са настанени гърци туркофони, бежанци от Турция. В 1928 година селото е изцяло бежанско с 52 семейства и 239 жители бежанци.
През 1928 година името на селото е сменено на Ставроти.
Населението традиционно произвежда тютюн, жито и други земеделски продукти.
| Година    | 1913 | 1920 | 1928 | 1940 | 1951 | 1961 | 1971 | 1981 | 1991 | 2001 | 2011 | 2021 |
| --------- | ---- | ---- | ---- | ---- | ---- | ---- | ---- | ---- | ---- | ---- | ---- | ---- |
| Население | 196  | 205  | 192  | 211  | 187  | 209  | 145  | 92   | 92   | 72   | 27   | 32   |